# Jean-François Pilâtre de Rozier
Jean-François Pilâtre de Rozier (1754-1785) là nhà vật lý, nhà hóa học người Pháp. Ông cùng với người sĩ quan tên là François D' Arlandes trở thành những hành khách đầu tiên của một chuyến bay khinh khí cầu. Họ thực hiện chuyến đi vào năm 1785, cuộc du hành kéo dài khoảng 28 phút trên thành phố Paris ở độ cao 1006 mét. Tuy nhiên ngoài vinh dự đó, ông còn kèm theo một điều đáng buồn. Đó là cùng với Pierre Jules Romain trở thành những nạn nhân đầu tiên của rủi ro hàng không khi khí cầu của họ đụng vào nhau trong khi bay qua eo biển Manche.